# Catedral de San José (Hanói)

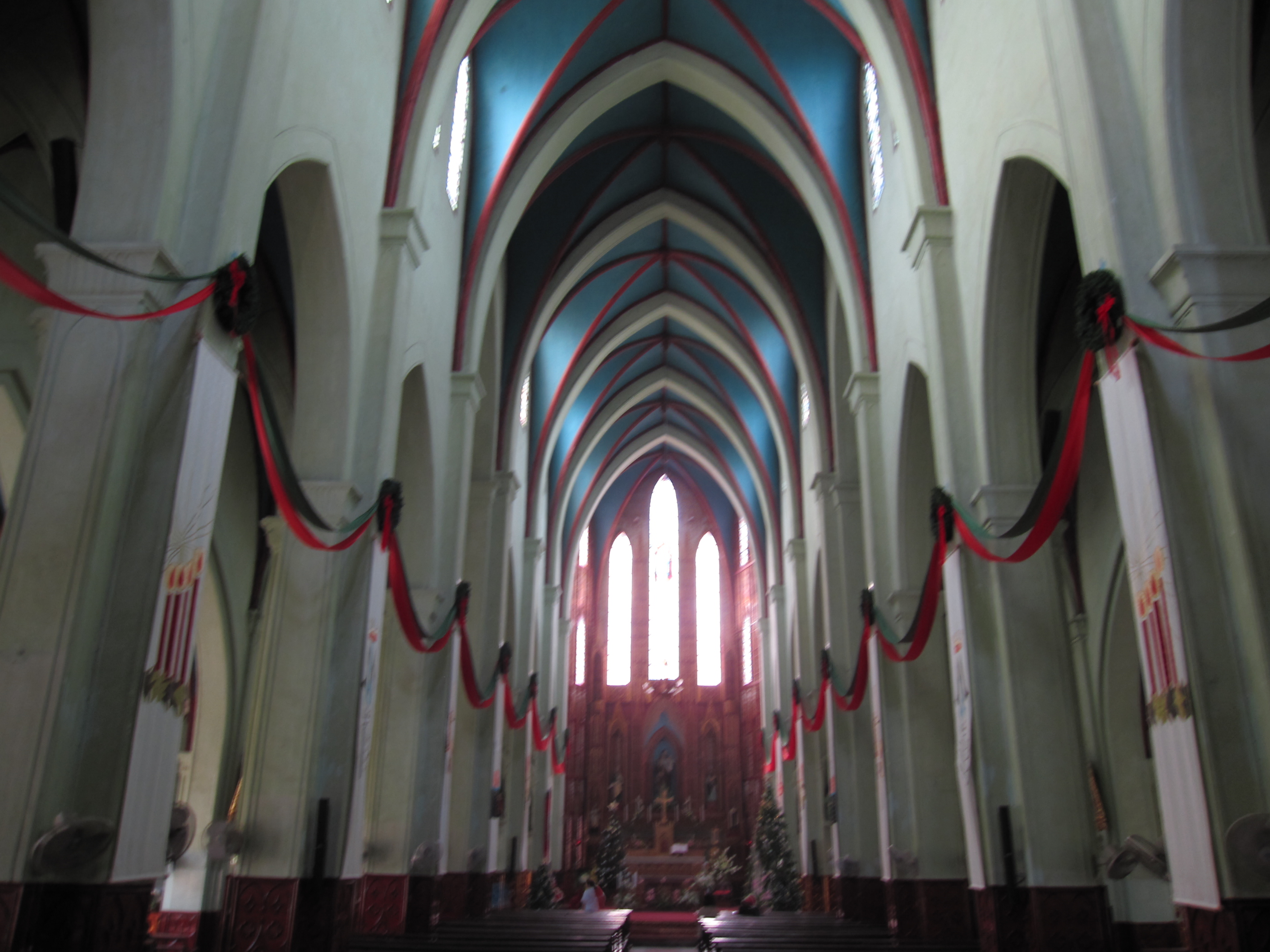
Interior de la catedral

La catedral de San José (Nhà thờ Lớn Hà Nội, Nhà thờ Chính tòa Thánh Giuse) es una iglesia situada en la calle Nha Chung, en el distrito Hoàn Kiếm de Hanoi, Vietnam. Es una iglesia de estilo neogótico de finales del siglo XIX que sirve de catedral de la arquidiócesis de Hanói de la Iglesia católica. La catedral lleva el nombre de San José, el santo patrón de Vietnam.
La construcción comenzó en 1886, y el estilo arquitectónico se describe como parecido al de Notre Dame de París. La iglesia fue una de las primeras estructuras construidas por el gobierno colonial francés en Indochina cuando se inauguró en diciembre de 1886. Es la iglesia más antigua de Hanoi.
La catedral celebra misa varias veces durante el día. Para la misa del domingo por la tarde, a las 18:00 horas, grandes multitudes salen a la calle. Se retransmiten los himnos de oración y los católicos que no pueden entrar en la catedral se congregan en la calle y escuchan los himnos. En las navidades de 2004 la catedral tuvo más de 4000 visitas. El órgano de tubos fue instalado el 23 de noviembre de 2022 y fue diseñado por el artesano belga Guido Schumacher como parte de un importante proyecto de intercambio cultural entre Itami en Japón y Hasselt en Bélgica. el instrumento tiene 1.850 tubos.

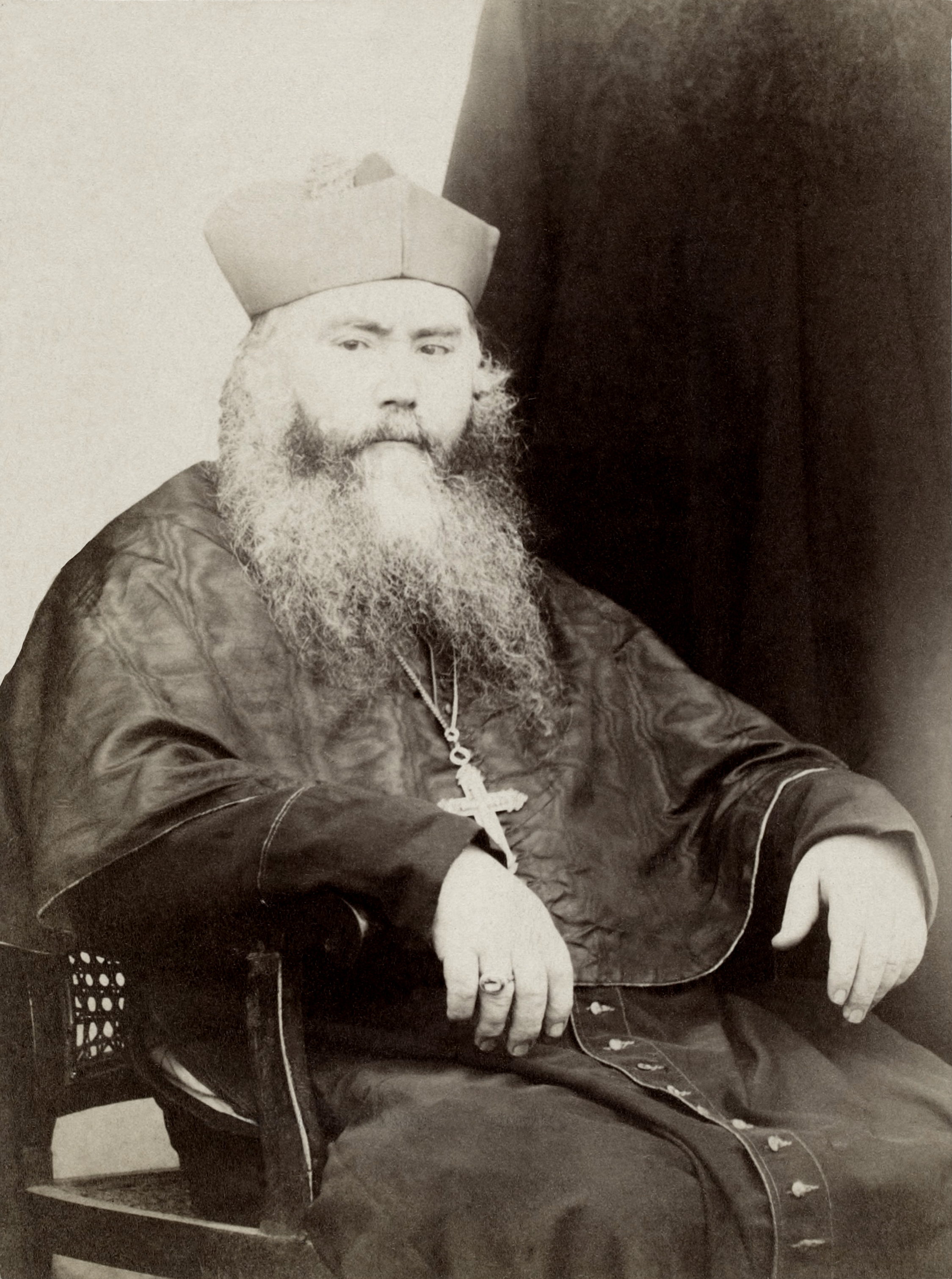
Paul-François Puginier